# Laterales Denken
Laterales Denken (von lateinisch latus „Seite“), auch Querdenken genannt, ist eine Denkmethode, die im Rahmen der Anwendung von Kreativitätstechniken zur Lösung von Problemen oder Ideenfindung eingesetzt werden kann.

## Begriff
Die Bezeichnung wurde 1967 von Edward de Bono eingeführt und seitdem in zahlreichen Veröffentlichungen verwendet. Gelegentlich wird in der Fachsprache auch der Ausdruck nichtlineares Denken gebraucht. Umgangssprachlich heißt es auch Querdenken oder um die Ecke denken. Das Antonym lautet vertikales oder lineares Denken.
Edward de Bono hat außerdem die Bezeichnung „paralleles Denken“ geprägt, um die Fähigkeit zu beschreiben, systematisch verschiedene Denk- und Wahrnehmungsperspektiven in Bezug auf ein beliebiges Thema einzunehmen. Das wichtigste Beispiel für das parallele Denken sind die Denkhüte von De Bono; sie werden inzwischen weltweit in großen Organisationen in den Bereichen Kreativität, aber auch Kommunikation und Teamentwicklung eingesetzt.
Das Konzept de Bonos unterscheidet sich nur in Nuancen von dem Joy Paul Guilfords. Dieser verwendete an Stelle von lateralem Denken die Fachbezeichnung divergentes Denken oder anstelle von vertikalem Denken den Terminus konvergentes Denken. Aufgrund ihrer starken Ähnlichkeit werden die Bezeichnungspaare weitestgehend in gleicher Bedeutung verwendet.

## Merkmale
Im Gegensatz zum vertikalen Denken, das Schritt für Schritt (kontinuierlich) verläuft und auf eingeübten Mustern beruht, ist das laterale Denken durch folgende Grundsätze charakterisiert:
- Es wird zugelassen, dass vorliegende Informationen subjektiv bewertet und selektiv verwendet werden. Details werden nicht analytisch, sondern intuitiv erfasst.
- Gedankliche Sprünge und Assoziationen werden zugelassen, nicht jedes Zwischenergebnis muss richtig sein.
- Ja/Nein-Entscheidungen werden vermieden. Auch nicht durchführbare Lösungen können ein Schritt zum besseren Verständnis des Problems sein.
- Konventionelle Denkmuster werden in Frage gestellt, indem z. B. bewusst nach der unwahrscheinlichsten Lösung eines Problems gesucht wird.
- Ausgangssituation und Rahmenbedingungen werden nicht als unveränderlich hingenommen.

Die Technik des lateralen Denkens kann geübt und im Rahmen eines kreativen Prozesses gezielt eingesetzt werden. Sie führt je nach Problemstellung nicht zwangsläufig zu einer praktisch umsetzbaren Lösung, kann aber neue Sichtweisen eröffnen.

## Beispiele
Die Frage „Wie viele Spiele müssen stattfinden, um bei einem nach K.-o.-System ausgetragenen Turnier mit 72 Teilnehmern den Sieger zu ermitteln?“ wird von den meisten Menschen durch vertikales Denken gelöst: Die pro Runde absolvierten Spiele werden schrittweise ermittelt und dann addiert. Das laterale Denken bedient sich eines Perspektivwechsels, um das Ergebnis mit geringerem Rechenaufwand zu ermitteln: Wenn es einen Sieger gibt, muss es 71 Verlierer geben. Jeder von ihnen verliert nur einmal, also werden entsprechend viele Spiele gespielt. Beide Methoden kommen in diesem Fall zum selben Ergebnis, aber auf verschiedenen Wegen. Edward de Bono benutzte dieses Beispiel oft in Seminaren, um zu zeigen, dass man sich nicht mit einer Lösung zufriedengeben sollte. Stattdessen solle man Probleme aus verschiedenen Blickwinkeln betrachten, um neue Lösungswege zu finden.
Ein weiteres klassisches Beispiel ist die Gaußsche Summenformel.
Die hierzu bekannte Anekdote berichtet davon, dass der neunjährige Carl Friedrich Gauß statt vertikal die Summe der Zahlen von 1 bis 100 langwierig zu „berechnen“,
die Perspektive wechselte und „sah“, dass hier 50-mal Zahlenpaare addiert werden, die als Summe jeweils 101 ergeben (1+100, 2+99, 3+98,…, 50+51).
Die Berechnung der Summe vereinfacht sich so auf: 50·101=5050. 

Neben diesem Perspektivwechsel – die Symmetrie der Zahlenpaare – kann die Summierung auch durch eine geometrische Betrachtung vereinfacht werden.

## Anwendungen
Laterales Denken ist als Technik der Ideenfindung in vielen Problemfeldern anwendbar (vergleiche Kreativitätstechniken).
Im Managementprozess ist laterales Denken eine von mehreren etablierten Kreativitätstechniken, wenn es darum geht, unkonventionelle oder innovative Lösungswege für betriebliche Probleme zu finden.
Eine Rätselart, die laterales Denken erfordert, ist das Lateral.
Den ersten deutschen Denkclub, geleitet von dem Psychologen Helmut Broichhagen, gründete dessen Freund und Kollege Jürgen Stock (* 1968) aus Gerbrunn, angeregt im Jahr 2002 von De Bonos neue Denkschule in Würzburg.

## Querdenker als Bezeichnung
Nachdem kreuz und quer denken im 19. Jahrhundert eher für aussichtsloses Spekulieren stand, findet sich die erste positiv belegte Erwähnung dieses Begriffes 1915 im Zusammenhang mit der „Riesenphantasie“ Münchhausens.
Seit 2020 haben die Worte Querdenker und Querdenken aufgrund der Selbstbezeichnung von Gruppen, die Proteste gegen Schutzmaßnahmen zur COVID-19-Pandemie in Deutschland organisieren, auch eine pejorative Bedeutung abseits des Wortsinns  „laterales Denken“ erhalten. (Vergleiche auch Querulant.)

## Zeitschriften
- Querdenker war eine vierteljährliche Wirtschaftszeitschrift, die sich mit lateralem Denken und Kreativität befasste. Sie wurde 2014 eingestellt.